# Маргарет Брандейдж
Маргарет Брандейдж (англ. Margaret Brundage), народжена Маргарет Гедда Джонсон (9 грудня 1900 – 9 квітня 1976) — американська ілюстраторка і художниця, яку запам'ятали головним чином тим, що вона ілюструвавла пульповий журнал Weird Tales. Працюючи пастеллю на дошці для ілюстрації, вона створила більшість обкладинок для Weird Tales між 1933 і 1938 роками.

## Раннє життя
Брандадж народилася в Чикаго, штат Іллінойс, у родині шведського та ірландського походження. Її батько, Джонатан Емануель Джонсон, помер, коли їй було вісім років; вона була вихована своєю матір'ю Маргарет Джейн (Лутіт) Джонсон і бабусею Маргарет (Г'юстон) Лутіт, на честь якої її назвали, у родині Християнської науки. Обоє її батьків приїхали до Чикаго з Оркнейських островів біля узбережжя Шотландії. Мати Брандейдж до кінця свого життя залишалася вдовою і побожною християнською науковицею, і поповнювала їхній дохід, навчаючи учнів-початківців християнської науки.
Маргарет Гедда Джонсон закінчила гімназію Ґірард і відвідувала середню школу Мак-Кінлі в Чикаго, де Волт Дісней був її однокласником («Я закінчила, а він — ні», — пізніше зауважила вона). У 1919 році Маргарет закінчила Мак-Кінлі. Тут вона була редакторкою шкільної газети. Відразу після закінчення середньої школи Маргарет працювала, надаючи ілюстрації для чиказьких газет; вона малювала модні дизайни як кольоровими, так і чорно-білими за ідеями та описами, наданими агентством. У 1920-х роках її освіта продовжилася в Чиказькому художньому інституті та Чиказькій академії образотворчих мистецтв; пізніше вона заявила, що її невдача закінчити через її невміле написання, хоча вона продовжувала свою позаштатну роботу в агентстві, поки вона закінчила свою курсову роботу. У цей період дії сухого закону Маргарет також працювала в клубі «Dill Pickle Club», богемній пивній, пов'язаній з Wobblies, де познайомилася з декоратором і маляром, якого через запасну раму прозвали «Слім». Це був Майрон Рід Брендейдж, легендарний письменник, вільнодумець і передбачуваний бабій.
У 1927 році в Чикаго вона вийшла заміж за Майрона «Сліма» Брандаджа. Брендейдж був колишнім безхатьком і засновником Коледжу комплексів. У них був один син, Керлін Берд Брандадж (народився 27 серпня 1927 року; помер 1972 року), якого завжди називали Берд. Шлюб закінчився розлученням у 1939 році.

## Кар'єра

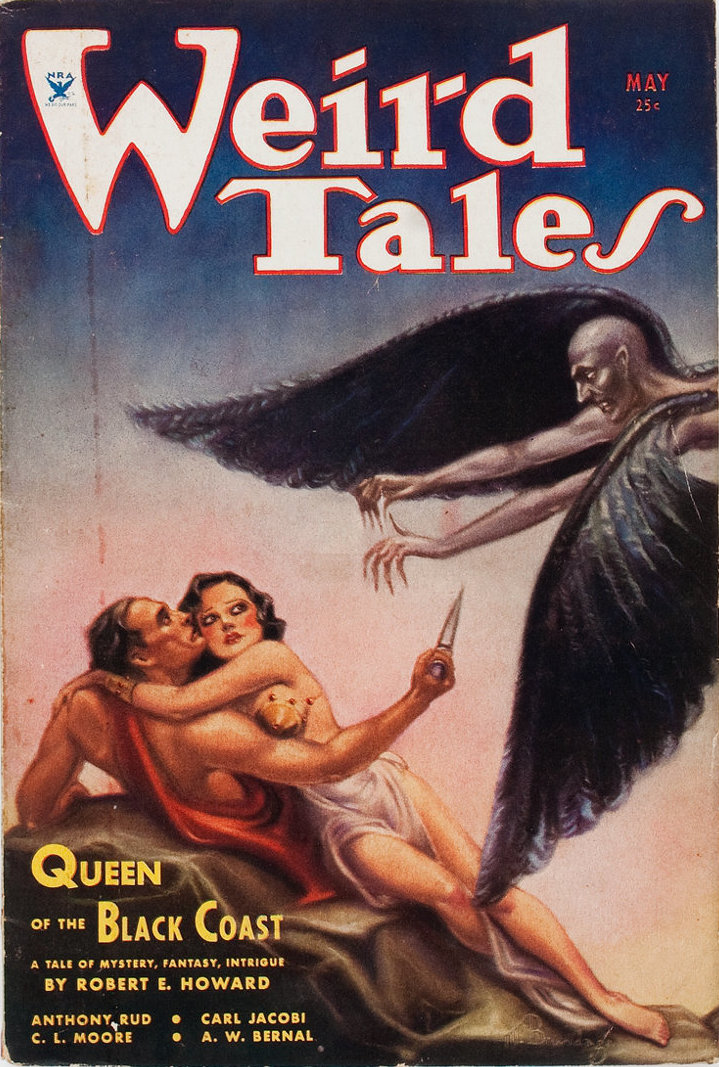
У Weird Tales Брандадж ілюструє «Королеву Чорного узбережжя» Роберта Говарда, історію про Конана-варвара.

У 1932 році Брандейдж шукала більше роботи й опинилася в офісі Фарнсворта Райта, тодішнього редактора журналу химерної фантастики Weird Tales. Маргарет почала працювати на Райта, зробивши кілька обкладинок для його додаткового видання Oriental Stories, пізніше відомого як The Magic Carpet. Райт був настільки вражений ними, що найняв Брандаджа малювати для Weird Tales. Протягом періоду з 1933 по 1938 рік Маргарет Брандейдж створювала обкладинки для знаменитого Weird Tales. Саме вона була основною художницею обкладинок цього журналу. Її перша обкладинка з'явилася у випуску за вересень 1932 року; вона створила обкладинки для 39 випусків поспіль з червня 1933 по серпень 1936. Її остання оригінальна обкладинка була для випуску за січень 1945 року, загалом 66 оригінальних обкладинок (загальна кількість 67, які часто цитуються в джерелах, включає повторення останньої обкладинки 1945 року у випуску за листопад 1953 року). Їй платили 90 доларів за обкладинку — цього було достатньо, щоб утримувати себе, сина та матір з інвалідністю (померла в 1940 році). З 1936 по 1938 рік Маргарет Брандадж часто чергувався з іншими художниками обкладинок; її головним конкурентом був Вьорджил Фінлі.
Мистецтво Брандадж часто показувало дівчат у біді в різних станах повної або часткової оголеності; її сцени бичування були особливо примітними та суперечливими. Її чуттєві образи зазвичай ілюстрували сцени з творів, обраних редактором Фарнсвортом Райтом як обкладинки; її роботи були настільки популярними серед читачів, що деякі письменники WT, як-от Сібері Квінн, безцеремонно включали до своїх оповідань сцени, які могли б стати гарними обкладинками Брандейдж, адже обкладинки приносили їхнім авторам більше грошей.
Обкладинки журналів були відомі своїм відвертим змістом, і обкладинка Брендейдж не була винятком. У той час вважалося неприйнятним, щоб жінка створювала такі матеріали, тому вона підписувала свої роботи «M. Brundage», щоб зберегти свою особистість у таємниці для читачів. Скарги на еротичну природу її робіт зросли після жовтня 1934 року, коли редактор Райт повідомив, що «М.» означало «Маргарет», показуючи, що авторство робіт належить жінці. Після 1938 року, коли редакція журналу переїхала з Чикаго до Нью-Йорка, було запроваджено новий стандарт «пристойності» (передусім завдяки зусиллям тодішнього мера Нью-Йорка Фіорелло Ла Ґуардія) для журналів, що продавалися в газетних кіосках, і оголені або напівоголені молоді жінки, які були головними героїнями обкладинок Брендейдж, зникли. Практичні проблеми з перевезенням тендітних пастельних робіт Брендейдж з Чикаго до Нью-Йорка також зменшили її привабливість для редакційного режиму, який встановився після від'їзду Райта у 1940 році.
У 1939 році Брандадж намалювала дві обкладинки для Golden Fleece, чиказького пульп-журналу, який спеціалізувався на історичній фантастиці.
Вона продовжувала малювати після того, як її стосунки з журналом закінчилися, і з'являлася на кількох конвенціях наукової фантастики та мистецьких ярмарках, де деякі з її оригінальних робіт того періоду були вкрадені. Проте вона так і не змогла повністю оговтатися фінансово від втрати постійної роботи у WT; останні роки її життя пройшли у відносній бідності. Вона продовжувала працювати до самої смерті.

## Відгуки
Під час її роботи художником обкладинки Weird Tales у журналі з'являлися листи Роберта Говарда, Генрі Каттнера та Абрахама Меррітта, які вихваляли роботу Брандейдж.

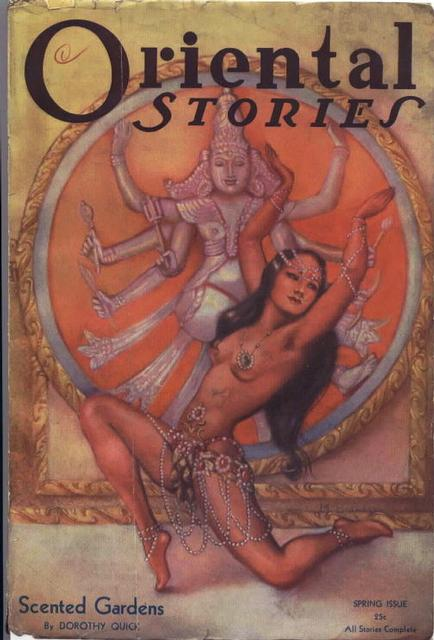
На початку 1930-х Брандадж також робила ілюстрації для Oriental Stories

Часто цитують Лайона Спраг де Кемпа, який стверджував, що вона використовувала своїх дочок як моделі, але Брундейдж не мала дочок. Сам Де Камп одного разу спростував це твердження, написавши: «Колись ходили чутки, що місіс Брандадж використовувала своїх двох доньок як моделі. Пізніше вона сказала, що у неї немає дочок, і що, оскільки вона тоді не могла дозволити собі професійних моделей, вона вирізала фотографії з реклами моделей у журналах. Звідси повсюдні зачіски початку 1930-х років». Твердження раніше було спростовано Робертом Вайнбергом, авторитетом у пульп-журналах, який написав на сторінці листів для журналу Savage Tales, № 5 (липень 1974 року), «як би мені не хотілося дискредитувати хорошу історію, художниця обкладинки WT Маргарет Брандейдж не мала доньки, яка б їй позувала. Оскільки пані Брендейдж живе в Чикаго, і я брала у неї інтерв'ю, це інформація з перших вуст художниці».
Лайон Спраг де Камп описав типовий сюжет її картин як «оголених героїнь катують, ґвалтують і випотрошують»; Форест Дж. Аккерман аналогічним чином написав про «Маргарет Брандейдж з її збудливими пульхрінудами на обкладинках „Дивних історій“: оголені жінки приносяться в жертву, напіводягненим героїням погрожують всілякі монструозні істоти».
Кларк Ештон Сміт різко критикував її ілюстрації. У грудні 1933 року він написав Говарду Лавкрафту: «Нинішній дизайн WT, хоч і досить приємний за кольором, дивно нагадує різдвяну листівку! […] Місіс Брандейдж […] має приблизно стільки ж справжнього почуття до дивного, скільки корова джерсійської породи, ймовірно, має. Найкращі ракурси на цій картині (руки китайця тощо), здається, були несвідомо поцуплені з малюнка Утпателя для „Зоряного павука“ Дерлета і Шора». 9 вересня 1937 року він написав Р. Х. Барлов: «Запитання: чому Брандейдж намагається зробити всіх своїх жінок схожими на годувальниць? Це смішний, якщо не сказати, виснажливий комплекс».

## Галерея

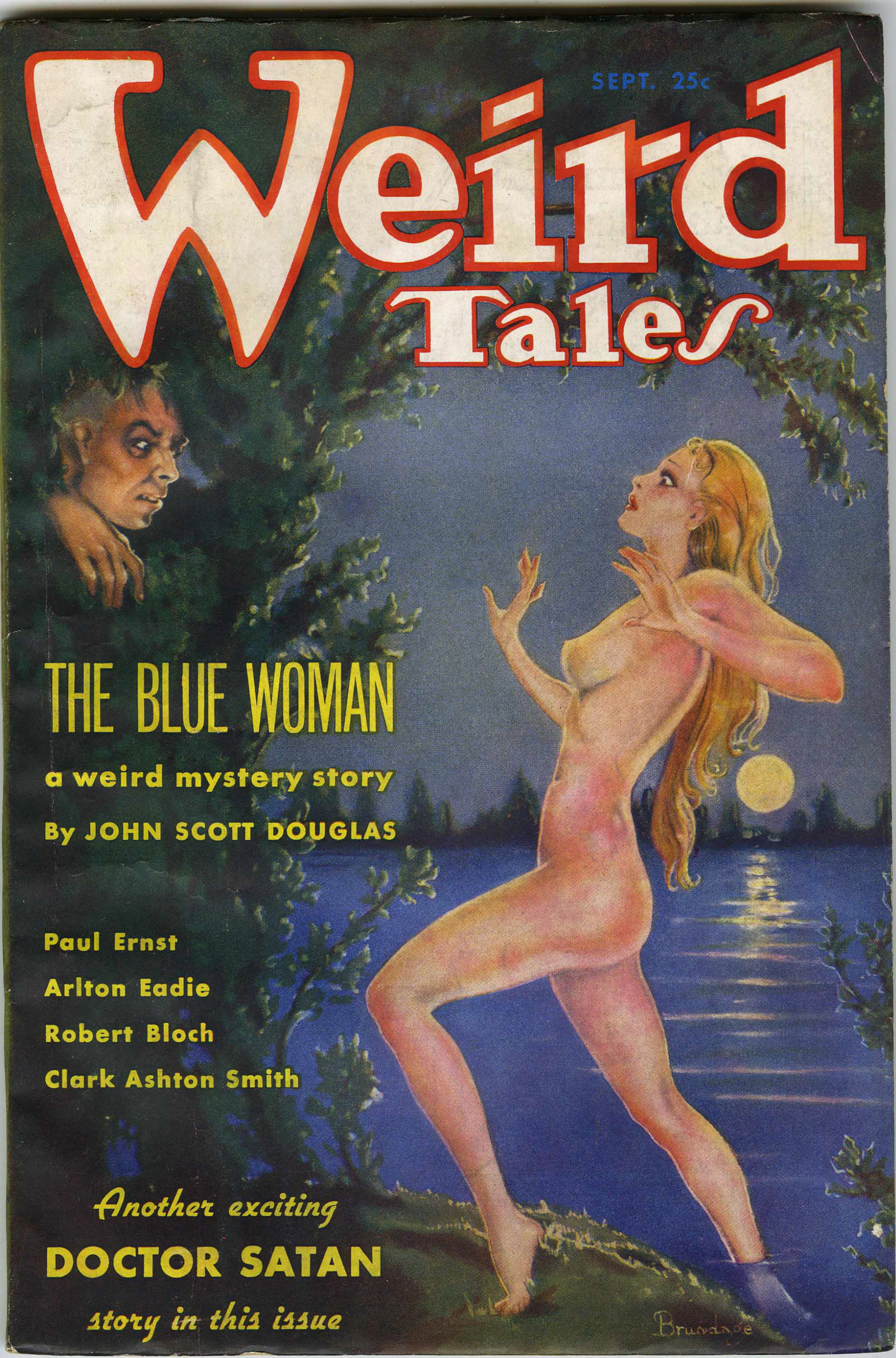
Weird Tales, вересень 1935
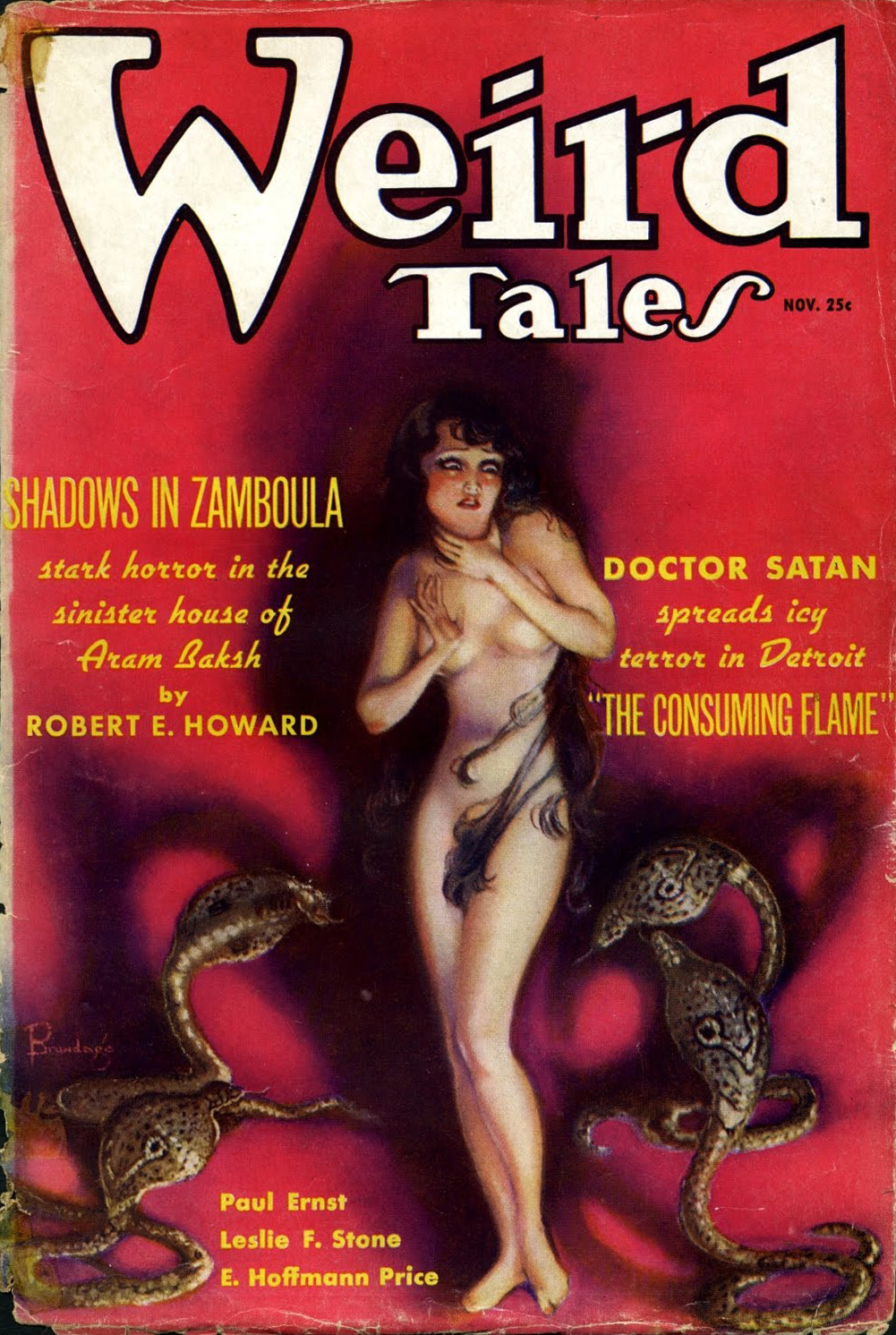
Weird Tales, листопад 1935
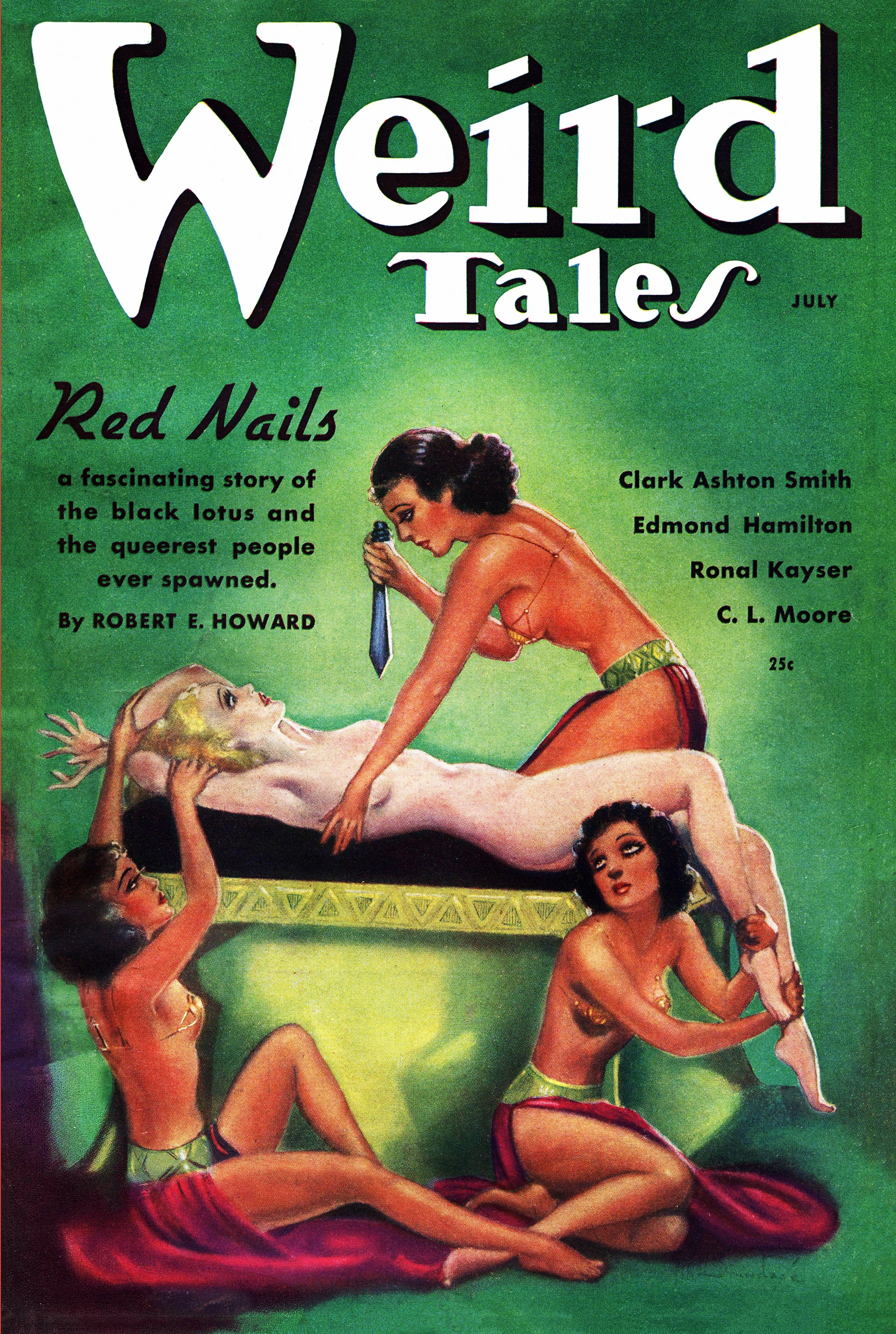
Weird Tales, липень 1936
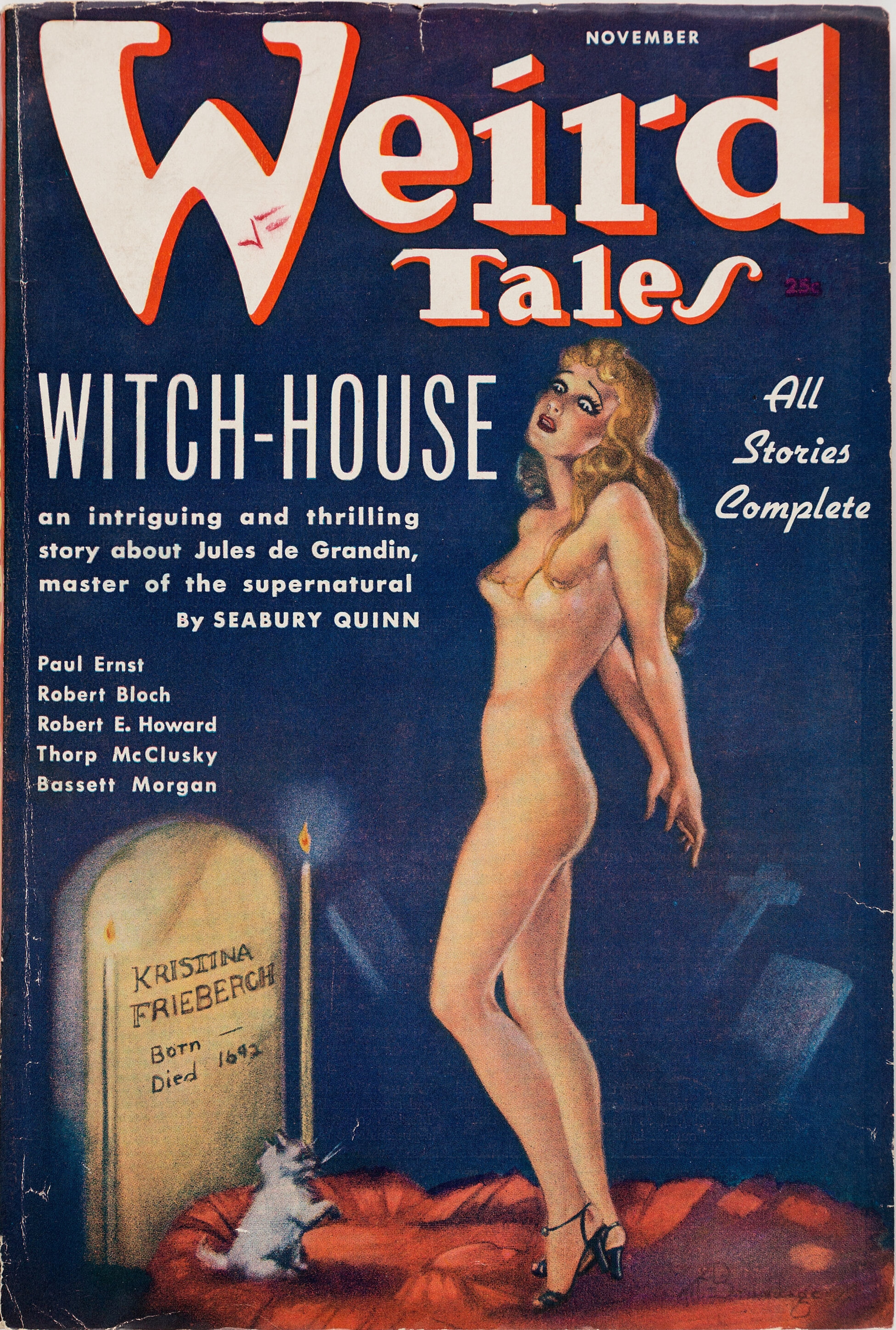
Weird Tales, листопад 1936
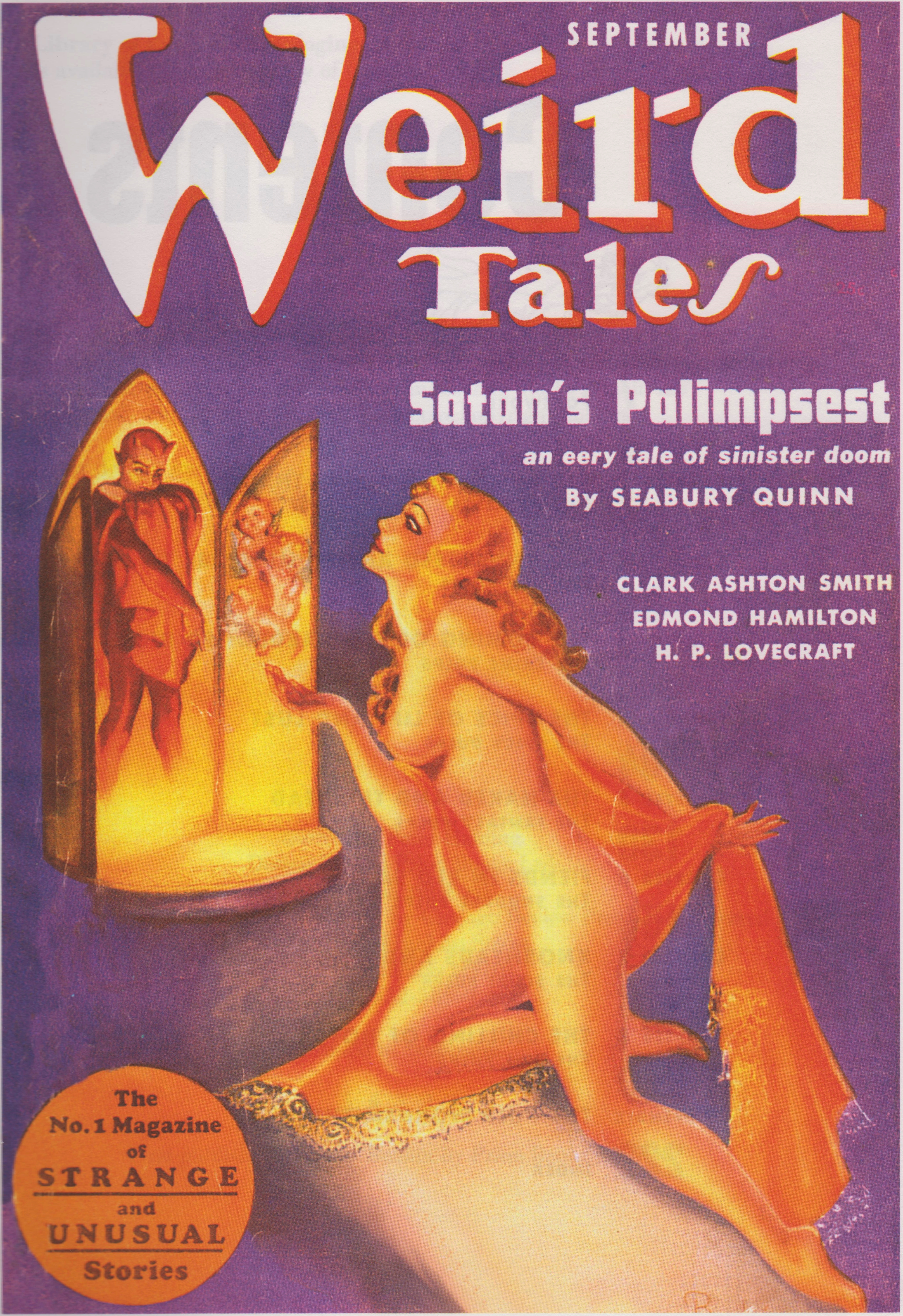
Weird Tales, вересень 1937